# 旧阿讷西钟楼

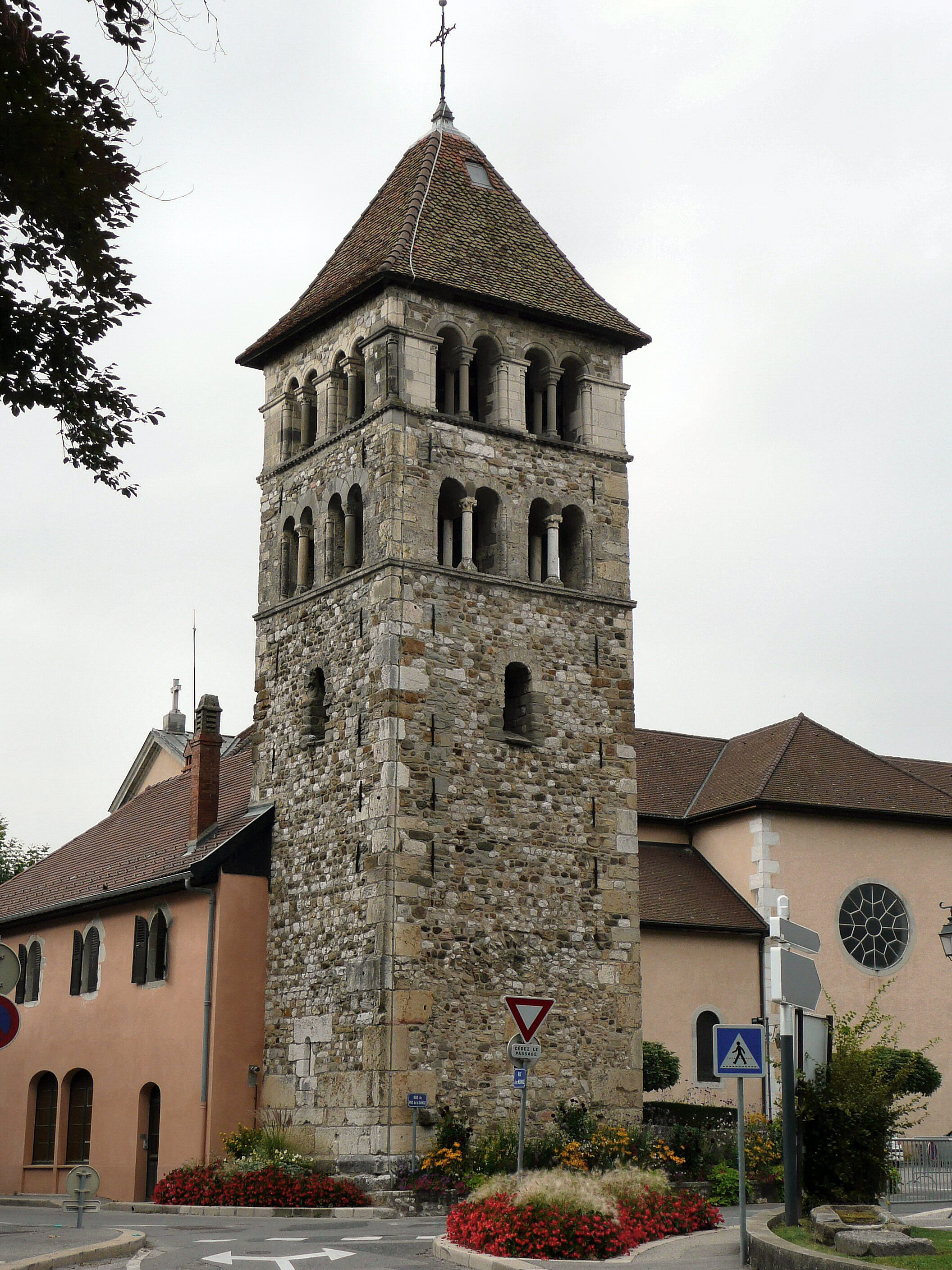

旧阿讷西钟楼（法语：clocher d'Annecy-le-Vieux）是法国奥弗涅-罗讷-阿尔卑斯大区上萨瓦省的旧阿讷西一座12世纪的罗马式钟楼。它是原旧阿讷西圣母堂仅存的部分。然而，这个钟楼似乎早已与旧阿讷西圣老楞佐堂共享。
法国大革命期间的共和三年（1794年），旧阿讷西的两座教堂均遭到破坏，而钟楼得以幸存。次年，圣母堂原址改建为一所小学，这座建筑在1865年到1971年曾用作市政厅。

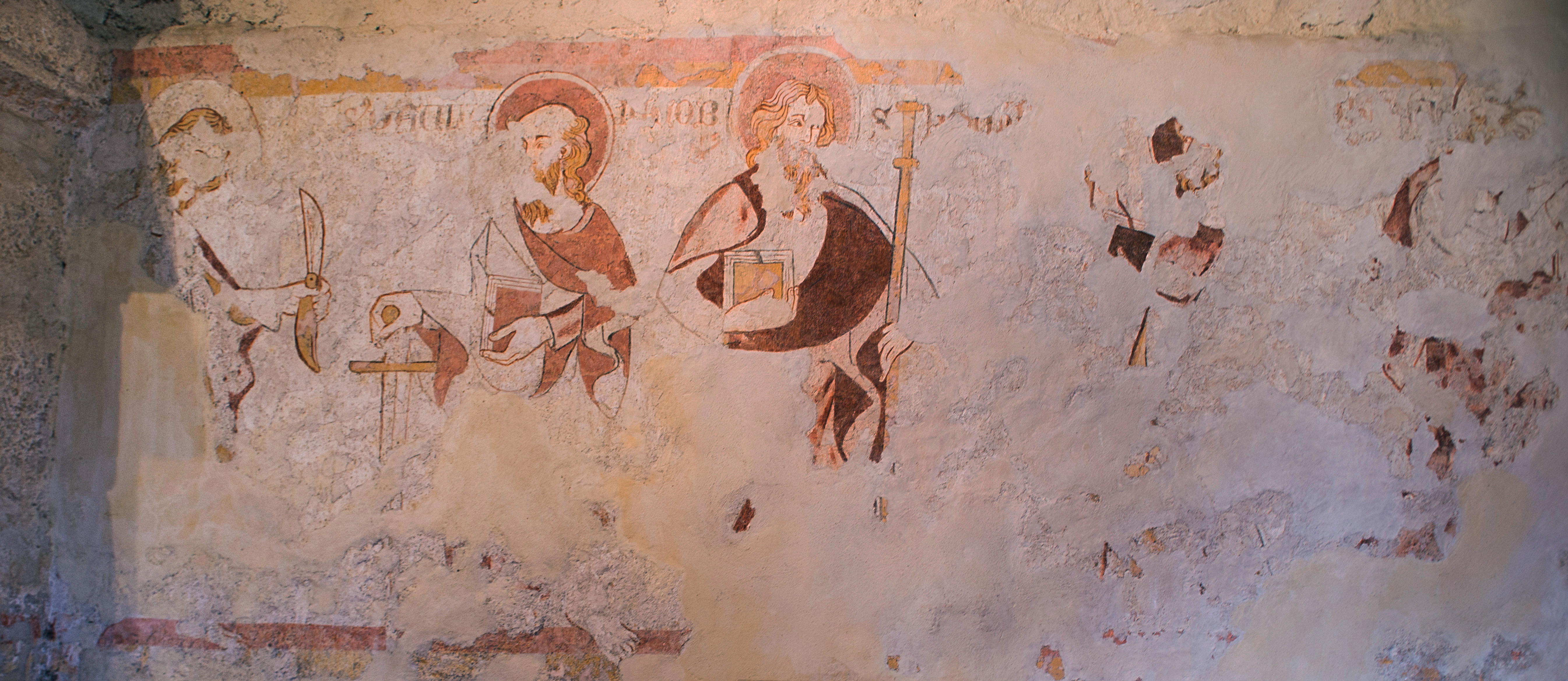

1908年，该建筑列为法国历史遗迹。